# Blanca Soto
Blanca Soto (Monterrey, Nuevo León, 5 de enero de 1979) es una actriz y modelo mexicana.

## Biografía
En 1997, participó en Nuestra Belleza Morelos representando a Cuernavaca, del cual resultó ganadora. Posteriormente, el 20 de septiembre de 1997 participa en el concurso Nuestra Belleza México 1997, representando al estado de Morelos, Blanca se convirtió en Nuestra Belleza Mundo México, y representó a su país en el certamen de Miss Mundo 1997. Ese mismo año, obtuvo el trono a Miss Veraño Viña Del Mar.
Como modelo, ha aparecido en los varios videos musicales: Entre la línea del bien y la línea del mal de Donato y Estefano (1997), Nunca te olvidaré de Enrique Iglesias (1998), Nadie como tú de Shalim Ortiz (2002), Must be doin’ somethin’ right de Billy Currington (2005) y Regresar de Noel Schajris (2009). Soto ha realizado campañas con GAP, LensCrafters, Venus Swimwear, Avon, Andrea, Charriol, Foley’s, Yellowbook, Zara, Garnier, AT&T y Budweiser.

## Carrera
Ha sido la voz de doblaje en español de dos películas animadas, Open Season en 2006 y Sí, Virginia: Un cuento para creer en la Navidad en 2012. Fue presentadora en los Premios Juventud 2011 y en los Premios Latín Grammy 2013.
El primer rol de Soto como actriz fue en el cortometraje  La Vida Blanca, que coprodujo con su entonces marido Jack Hartnett. Por el papel, recibió el premio como mejor actriz y como mejor cortometraje en el New-York International Film and Video Festival del 2007.
Ha participado en las películas Divina confusión (2008), Deep in the Valley (2009), Dinner for Schmucks y Regresa (2010). Ha sido productora de dos cortometrajes: I won´t be your mirror (2012) y Sovereign (2013).
En 2010, fue protagonista de la exitosa telenovela de Venevisión en colaboración con Univision, Eva Luna junto a Guy Ecker.
En 2012, protagonizó la telenovela El Talismán  nuevamente para Venevisión y Univision al lado de Rafael Novoa. Ese mismo año regresa a México, para protagonizar junto a Fernando Colunga, la exitosa telenovela Porque el amor manda, para Televisa.
En el teatro, ha participado tres veces como invitada especial en la obra Los monólogos de la vagina y en 2013 se unió a Obscuro Total en el papel de Sofía, compartiendo créditos con Fernando Colunga y Ernesto Laguardia.
Posteriormente en 2014, firma contrato de exclusividad con la cadena de televisión Telemundo, para protagonizar la súper serie Señora Acero y en 2019, No te puedes esconder.

## Filmografía

### Televisión
| Año       | Producción            | Personaje                                          |
| --------- | --------------------- | -------------------------------------------------- |
| 2010-2011 | Eva Luna              | Eva González                                       |
| 2012      | El Talismán           | Camila Nájera                                      |
| 2012-2013 | Porque el amor manda  | Alma Montemayor                                    |
| 2014-2016 | Señora Acero          | Sara Aguilar Bermúdez Vda. de Acero "Señora Acero" |
| 2019      | No te puedes esconder | Mónica Saldaña Boyero / Lidia Santana              |

### Cine
| Año  | Título              | Personaje        | Notas                             |
| ---- | ------------------- | ---------------- | --------------------------------- |
| 2007 | Tampa Jai Alai      | Lissette Arriaga | Cortometraje                      |
| 2007 | La vida blanca      | Blanca Erraruiz  | Cortometraje Productora ejecutiva |
| 2008 | Divina confusión    | Afrodita         |                                   |
| 2009 | Deep in the Valley  | Suzi Diablo      |                                   |
| 2010 | Regresa             | María González   |                                   |
| 2010 | Dinner for Schmucks | Mónica           |                                   |

### Como productora
| Año  | Título                 | Notas                |
| ---- | ---------------------- | -------------------- |
| 2012 | I won´t be your mirror | Coproductora         |
| 2013 | Sovereign              | Productora ejecutiva |

### Vídeos musicales
| Año  | Título                                     | Artista           |
| ---- | ------------------------------------------ | ----------------- |
| 1997 | Entre la línea del bien y la línea del mal | Donato y Estefano |
| 1998 | Nunca te olvidaré                          | Enrique Iglesias  |
| 2002 | Nadie como tú                              | Shalim Ortiz      |
| 2005 | Must Be Somethin' Doin 'Right              | Billy Currington  |
| 2009 | Regresar                                   | Noel Schajris     |

## Actriz de doblaje
| Año  | Título                                           | Personaje           |
| ---- | ------------------------------------------------ | ------------------- |
| 2006 | Open Season                                      | María Zorrillo      |
| 2012 | Sí, Virginia: Un cuento para creer en la Navidad | Mrs. Laura O'Hanlon |
| 2014 | Hijo de Dios                                     | María Magdalena     |

## Teatro
| Año  | Título                 | Personaje |
| ---- | ---------------------- | --------- |
| 2011 | Monólogos de la vagina |           |
| 2013 | Obscuro Total          | Sofia     |

## Premios y nominaciones
| Año  | Premiación                | Categoría                           | Trabajos nominados   | Resultado |
| ---- | ------------------------- | ----------------------------------- | -------------------- | --------- |
| 2011 | Premios Juventud          | Actriz que se roba la pantalla      | Regresa              | Ganadora  |
| 2011 | Premios Juventud          | Chica que me quita el sueño         | Eva Luna             | Nominada  |
| 2011 | Premios People en Español | Mejor actriz                        | Eva Luna             | Nominada  |
| 2011 | Premios People en Español | Revelación del año                  | Eva Luna             | Nominada  |
| 2011 | Premios People en Español | Pareja del año (con Guy Ecker)      | Eva Luna             | Nominada  |
| 2011 | Premios People en Español | La mejor vestida                    | Eva Luna             | Nominada  |
| 2012 | Premios Juventud          | Chica que me quita el sueño         | El Talismán          | Nominada  |
| 2013 | Premios Juventud          | Chica que me quita el sueño         | Porque el amor manda | Ganadora  |
| 2013 | Premios People en Español | Mejor actriz                        | Porque el amor manda | Ganadora  |
| 2013 | Premios People en Español | Mejor pareja (con Fernando Colunga) | Porque el amor manda | Ganadora  |
| 2014 | People en Español         | Mejor actriz                        | Señora Acero         | Nominada  |
| 2014 | People en Español         | Mejor química (con Andrés Palacios) | Señora Acero         | Nominados |
| 2015 | Premios Tu Mundo          | Protagonista favorita               | Señora Acero         | Nominada  |
| 2015 | Premios Tu Mundo          | Protagonista con mala suerte        | Señora Acero         | Nominada  |

### Otros reconocimientos
| Año  | Título                       | Notas |
| ---- | ---------------------------- | --- |
| 1997 | Nuestra Belleza Mundo México | Concurso de belleza (+ Premio especial "Skin Solar Hinds") |
| 2005 | Corona al mérito             | El reconocimiento se otorga cada año a una reina o exreina de Nuestra Belleza México, por su trabajo y / o trayectoria humana para dignificar los valores y la imagen de las mujeres mexicanas en los concursos de belleza, con la esperanza de motivar a superarse día. |